# Promozione Toscana 1989-1990
Nella stagione 1989-1990 la Promozione era sesto livello del calcio italiano (il massimo livello regionale). Qui vi sono le statistiche relative al campionato in Toscana.
Il campionato è strutturato in vari gironi all'italiana su base regionale, gestiti dai Comitati Regionali di competenza. Promozioni alla categoria superiore e retrocessioni in quella inferiore non erano sempre omogenee; erano quantificate all'inizio del campionato dal Comitato Regionale secondo le direttive stabilite dalla Lega Nazionale Dilettanti, ma flessibili, in relazione al numero delle società retrocesse dal Campionato Interregionale e perciò, a seconda delle varie situazioni regionali, la fine del campionato poteva avere degli spareggi sia di promozione che di retrocessione.

## Girone A

### Squadre partecipanti
| Squadra                | Città                          |
| ---------------------- | ------------------------------ |
| U.S. Aullese Lunigiana | Aulla (MS)                     |
| G.S. Butese            | Buti (PI)                      |
| A.S. Camaiore          | Camaiore (LU)                  |
| U.S. Castelnuovo       | Castelnuovo di Garfagnana (LU) |
| S.C. Cerretese         | Cerreto Guidi (FI)             |
| S.S. Folgor Marlia     | Capannori (LU)                 |
| U.S. Forte dei Marmi   | Forte dei Marmi (LU)           |
| U.S. Fucecchio         | Fucecchio (FI)                 |
| U.S. Ghivizzano        | Coreglia Antelminelli (LU)     |
| U.S. Juventus Tavola   | Tavola (FI)                    |
| A.S. Lastrigiana       | Lastra a Signa                 |
| U.S. Pietrasanta       | Pietrasanta (LU)               |
| U.S. Ponte Buggianese  | Ponte Buggianese (PT)          |
| U.S. Querceta          | Seravezza (LU)                 |
| A.S. San Macario       | Lucca (LU)                     |
| S.S. Sextum            | Bientina (PI)                  |
| A.S. Tuttocuoio        | San Miniato (PI)               |
| A.S. Vaianese          | Vaiano (PT)                    |

### Classifica finale
|  | Pos. | Squadra           | Pt | G  | V  | N  | P  | GF | GS | DR  |
|  | ---- | ----------------- | -- | -- | -- | -- | -- | -- | -- | --- |
|  | 1.   | Camaiore          | 48 | 34 | 17 | 14 | 3  | 44 | 18 | +26 |
|  | 2.   | Castelnuovo       | 44 | 34 | 15 | 14 | 5  | 32 | 20 | +12 |
|  | 3.   | Forte dei Marmi   | 40 | 34 | 12 | 16 | 6  | 40 | 25 | +15 |
|  | 4.   | Ponte Buggianese  | 40 | 34 | 13 | 14 | 7  | 36 | 29 | +7  |
|  | 5.   | Querceta          | 38 | 34 | 11 | 16 | 7  | 25 | 17 | +8  |
|  | 6.   | Folgor Marlia     | 36 | 34 | 11 | 14 | 9  | 41 | 29 | +12 |
|  | 7.   | Pietrasanta (-2)  | 35 | 34 | 12 | 13 | 9  | 37 | 26 | +11 |
|  | 8.   | Tuttocuoio        | 35 | 34 | 10 | 15 | 9  | 33 | 33 | 0   |
|  | 9.   | Fucecchio         | 35 | 34 | 11 | 13 | 10 | 29 | 34 | -5  |
|  | 10.  | Aullese Lunigiana | 33 | 34 | 9  | 15 | 10 | 31 | 32 | -1  |
|  | 11.  | Lastrigiana       | 32 | 34 | 9  | 14 | 11 | 29 | 34 | -5  |
|  | 12.  | Butese            | 30 | 34 | 5  | 20 | 9  | 9  | 15 | -6  |
|  | 13.  | Cerretese         | 30 | 34 | 9  | 12 | 13 | 24 | 31 | -7  |
|  | 14.  | Sextum            | 30 | 34 | 7  | 16 | 11 | 25 | 35 | -10 |
|  | 15.  | Ghivizzano        | 30 | 34 | 10 | 10 | 14 | 26 | 41 | -15 |
|  | 16.  | Juventus Tavola   | 29 | 34 | 9  | 11 | 14 | 28 | 35 | -7  |
|  | 17.  | Vaianese          | 25 | 34 | 7  | 11 | 16 | 21 | 36 | -15 |
|  | 18.  | San Macario       | 20 | 34 | 3  | 14 | 17 | 20 | 40 | -20 |

## Girone B

### Squadre partecipanti
| Squadra                 | Città                    |
| ----------------------- | ------------------------ |
| A.C. Alabastri Volterra | Volterra (PI)            |
| S.S. Argentario         | Porto Santo Stefano (GR) |
| S.S. Audace             | Portoferraio (LI)        |
| A.S. Calzaturieri       | Santa Maria a Monte (PI) |
| Pol. Cascina            | Cascina (PI)             |
| S.S. Castelfiorentino   | Castelfiorentino (FI)    |
| A.S. Certaldo           | Certaldo (FI)            |
| U.S. Donoratico         | Donoratico (LI)          |
| U.S. Manciano           | Manciano (GR)            |
| Pol. Nuova Grosseto     | Grosseto                 |
| U.S. Perignano          | Lari (Italia) (PI)       |
| U.S. Piombino           | Piombino (LI)            |
| G.S. Rosignano Solvay   | Rosignano Solvay (LI)    |
| U.S. Sangimignanese     | San Gimignano (SI)       |
| G.S. Staggia            | Staggia Senese (SI)      |
| A.S. Venturina          | Venturina Terme (LI)     |

### Classifica finale
|  | Pos. | Squadra            | Pt | G  | V  | N  | P  | GF | GS | DR  |
|  | ---- | ------------------ | -- | -- | -- | -- | -- | -- | -- | --- |
|  | 1.   | Certaldo           | 42 | 30 | 17 | 8  | 5  | 37 | 22 | +15 |
|  | 2.   | Staggia            | 38 | 30 | 12 | 14 | 4  | 28 | 16 | +12 |
|  | 3.   | Alabastri Volterra | 37 | 30 | 12 | 13 | 5  | 37 | 19 | +18 |
|  | 4.   | Sangimignanese     | 34 | 30 | 10 | 14 | 6  | 31 | 23 | +8  |
|  | 5.   | Calzaturieri       | 33 | 30 | 11 | 11 | 8  | 23 | 22 | +1  |
|  | 6.   | Castelfiorentino   | 32 | 30 | 12 | 8  | 10 | 31 | 29 | +2  |
|  | 7.   | Donoratico         | 31 | 30 | 11 | 9  | 10 | 23 | 24 | -1  |
|  | 8.   | Venturina          | 29 | 30 | 10 | 9  | 11 | 34 | 34 | 0   |
|  | 9.   | Perignano          | 29 | 30 | 8  | 13 | 9  | 17 | 19 | -2  |
|  | 10.  | Piombino           | 28 | 30 | 9  | 10 | 11 | 29 | 26 | +3  |
|  | 11.  | Argentario         | 27 | 30 | 11 | 5  | 14 | 31 | 35 | -4  |
|  | 12.  | Manciano           | 27 | 30 | 10 | 7  | 13 | 28 | 35 | -7  |
|  | 13.  | Grosseto           | 27 | 30 | 8  | 11 | 11 | 22 | 29 | -7  |
|  | 14.  | Rosignano          | 25 | 30 | 7  | 11 | 12 | 21 | 29 | -8  |
|  | 15.  | Cascina (-3)       | 20 | 30 | 7  | 9  | 14 | 25 | 31 | -6  |
|  | 16.  | Audace             | 18 | 30 | 5  | 8  | 17 | 12 | 36 | -24 |

- Alabastri Volterra promosso per ripescaggio.

## Girone C

### Squadre partecipanti
| Squadra                      | Città                           |
| ---------------------------- | ------------------------------- |
| U.S. Antella                 | Bagno a Ripoli (FI)             |
| Pol. Audax Rufina            | Rufina (FI)                     |
| U.S. Cavriglia               | Cavriglia (AR)                  |
| U.S. Cortona Camucia         | Cortona (AR)                    |
| C.S. Dicomano                | Dicomano (FI)                   |
| Pol. Firenze Ovest           | Firenze (FI)                    |
| A.C. Foiano                  | Foiano della Chiana (AR)        |
| A.S. Fortis Juventus 1909    | Borgo San Lorenzo (FI)          |
| U.S. Grassina                | Grassina (FI)                   |
| A.S. Impruneta               | Impruneta (FI)                  |
| U.S. Levane                  | Levane (FI)                     |
| A.C. Marino Mercato Subbiano | Subbiano (AR)                   |
| A.C. Sangiovannese           | San Giovanni Valdarno (AR)      |
| U.S. Sansepolcro             | Sansepolcro (AR)                |
| U.S. Tegoleto                | Civitella in Val di Chiana (AR) |
| A.S. Virtus Chianciano Terme | Chianciano Terme (SI)           |

### Classifica finale
|  | Pos. | Squadra                 | Pt | G  | V  | N  | P  | GF | GS | DR  |
|  | ---- | ----------------------- | -- | -- | -- | -- | -- | -- | -- | --- |
|  | 1.   | Virtus Chianciano Terme | 41 | 30 | 14 | 13 | 3  | 42 | 17 | +25 |
|  | 2.   | Sangiovannese           | 38 | 30 | 12 | 14 | 4  | 40 | 25 | +15 |
|  | 3.   | Fortis Juventus         | 38 | 30 | 15 | 8  | 7  | 35 | 21 | +14 |
|  | 4.   | Foiano                  | 38 | 30 | 15 | 8  | 7  | 25 | 16 | +9  |
|  | 5.   | Antella                 | 30 | 30 | 8  | 14 | 8  | 36 | 31 | +5  |
|  | 6.   | Audax Rufina            | 30 | 30 | 10 | 10 | 10 | 24 | 22 | +2  |
|  | 7.   | Cavriglia               | 30 | 30 | 10 | 10 | 10 | 29 | 30 | -1  |
|  | 8.   | Grassina                | 30 | 30 | 9  | 12 | 9  | 29 | 30 | -1  |
|  | 9.   | Tegoleto                | 28 | 30 | 8  | 12 | 10 | 24 | 29 | -5  |
|  | 10.  | Sansepolcro             | 27 | 30 | 7  | 13 | 10 | 24 | 24 | 0   |
|  | 11.  | Firenze Ovest           | 27 | 30 | 6  | 15 | 9  | 29 | 34 | -5  |
|  | 12.  | Cortona Camucia         | 27 | 30 | 9  | 9  | 12 | 24 | 30 | -6  |
|  | 13.  | Marino Mercato Subbiano | 27 | 30 | 7  | 13 | 10 | 16 | 25 | -9  |
|  | 14.  | Impruneta               | 26 | 30 | 6  | 14 | 10 | 18 | 25 | -7  |
|  | 15.  | Dicomano                | 24 | 30 | 6  | 12 | 12 | 22 | 35 | -13 |
|  | 16.  | Levane                  | 19 | 30 | 7  | 5  | 18 | 24 | 45 | -21 |